# Халофита
Халофита је животна форма биљака адаптирана за раст на заслањеним и сланим земљиштима (нпр. солоњецу, солончаку, солођу) или у сланим влажним стаништима. Честа анатомска адаптација је магацинирање воде у вегетативним органима (сукулентан изглед).